# Tribunal administratif

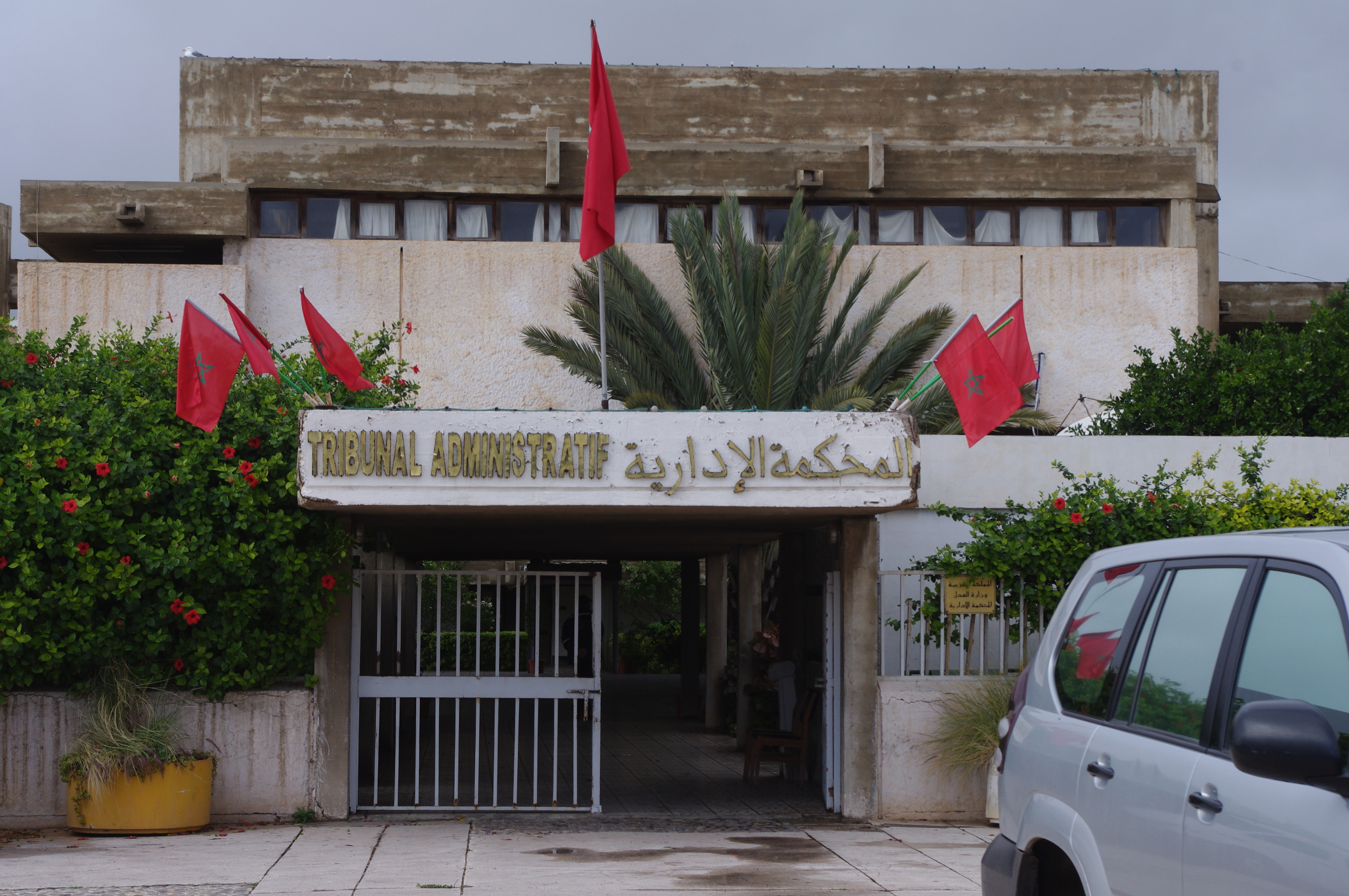
Tribunal administratif à Agadir

Un tribunal administratif est un organe du système juridictionnel dans certains pays.
La principale différence entre un tribunal judiciaire et un tribunal administratif est qu'un tribunal judiciaire relève du pouvoir judiciaire de l'État, tandis qu'un tribunal administratif relève du pouvoir exécutif de l'État. D'autre part, les tribunaux judiciaires ont généralement une protection constitutionnelle accrue en raison du principe de la séparation des pouvoirs, tandis que les tribunaux administratifs peuvent être créés par une simple loi administrative sous l'autorité d'un ministre ou d'une assemblée législative, afin de favoriser l'efficacité administrative et la résolution des différends privés. Pour cette raison, les tribunaux administratifs ont globalement moins d'indépendance que les tribunaux judiciaires dans la plupart des pays,.

## Liste de tribunaux administratifs
- Allemagne
Tribunal administratif fédéral (Allemagne)
- Canada
Tribunal administratif du Québec, qui est l'un des tribunaux administratifs au Québec
- Conseil de l'Europe
Tribunal administratif du Conseil de l'Europe (TACE)
- France
Tribunal administratif (France)
- Luxembourg
Tribunal administratif (Luxembourg)
- Nations unies
Tribunal administratif des Nations unies
- Suisse
Tribunal administratif fédéral (Suisse)
- Tunisie
Tribunal administratif (Tunisie)